# Annalise Basso
Annalise Basso (2 de desembre de 1998) és una actriu estatunidenca. És coneguda pel seu paper de LJ Folger a la sèrie de thriller postapocalíptic Snowpiercer (2020-2022). Ha protagonitzat les pel·lícules Bedtime Stories (2008), Love Takes Wing (2009), Standing Up (2013), Oculus (2013) i Ouija: Origin of Evil (2016). Des del 2014 fins al 2015, va protagonitzar la sèrie de televisió The Red Road.

## Carrera
La majoria dels seus papers inicials han estat en anuncis de televisió o petites aparicions convidades a sèries de televisió. El seu primer paper rellevant va ser el seu paper d'Eden Hamby a True Blood. El 2009, va protagonitzar la pel·lícula de televisió Love Takes Wing de la sèrie Love Comes Softly. Quan tenia 10 anys, va participar en Are You Smarter Than a 5th Grader? com a estudiant. Més recentment, ha tingut papers en episodis de New Girl i Nikita.
El seu primer paper principal en un llargmetratge va ser a Standing Up de D. J. Caruso, una història basada en la novel·la The Goats de Brock Cole. La pel·lícula va debutar al Festival de Cannes de 2012. La història se centra en dos nens, interpretats per Basso i Chandler Canterbury, que es despullen i queden encallats junts en una illa com a part d'una broma d'un campament d'estiu.
El 2014, va protagonitzar la pel·lícula de terror Oculus com una versió més jove del personatge de Karen Gillan. Posteriorment va obtenir reconeixement i atenció per la pel·lícula de terror d'èxit crític Ouija: Origin of Evil el 2016.
El 2019, va interpretar a Heaven Casteel en una sèrie de pel·lícules Lifetime basades en la saga Casteel de V.C. Andrews.
Va interpretar a LJ Folger al thriller apocalíptic de TNT Snowpiercer, adaptat de la pel·lícula del mateix nom.